# Ancoramento e fusão de vesículas
O ancoramento (docking) e fusão de vesículas é parte a do sistema de transporte de vesículas responsável por prender a vesícula a sua membrana-alvo e fundir as duas membranas, misturando seus conteúdos.

## Introdução
Apesar da variedade de proteínas envoltórias (coat proteins) que estão associadas ao processo de formação e transporte vesicular intracelular, a fusão de todas as vesículas com suas respectivas membranas-alvo possuem muitas características em comum. Em todos os casos, para garantir que o tráfego para as membranas seja efetuado de maneira correta, as vesículas necessitam de uma alta seletividade para garantir sua fusão à membrana-alvo específica. Essa fusão ocorre após a despolimerização das proteínas envoltórias e aparenta envolver um conjunto fixo de proteínas que controlam a sinalização dessas vesículas, assegurando que o alvo certo seja alcançado e ativando o próprio processo de fusão.
A especificidade na sinalização para o tráfego de vesículas ocorre devido a proteínas sinalizadoras que se localizam na superfície da membrana e que identificam sua origem e seu conteúdo. Aliadas a essas enzimas sinalizadoras (ou marcadores) estão proteínas receptoras incorporadas nas membranas-alvo e que garantem que a vesícula se funda ao alvo correto. Este passo crucial de reconhecimento envolve basicamente duas classes de proteínas: SNAREs e GTPases sinalizadoras denominadas Rabs. As proteínas SNAREs desempenham um papel central na geração da especificidade do tráfego vesicular e na catálise do processo de fusão. As proteínas Rabs trabalham junto com outras proteínas para controlar o ancoramento das vesículas na membrana, ou seja, assegurar que a membrana ancore no sítio ativo correto através do qual será incorporada. Muitas vesículas transportadoras só se formam se um tipo específico de proteína Rab e SNARE estiverem acopladas à sua membrana, permitindo assim que a vesícula se funda corretamente.

## SNAREs
Artigo principal: SNARE
Existem pelo menos 20 tipos diferentes de SNAREs em células animais, cada uma delas associada a um tipo específico de membrana ou organela envolvidas nas vias secretória, biossintética ou endocítica. A despolimerização das proteínas envoltórias (coat proteins) das vesículas permite que uma proteína denominada v-SNARE (vesicle SNARE), antes coberta pela proteína envoltória, agora seja descoberta, podendo então executar seu papel e se associar à membrana-alvo correspondente. Esta proteína é incorporada à vesícula na própria organela de origem, que ao desprender um pedaço de sua membrana na formação vesicular libera associada ao fragmento a proteína devidamente encaixada na bicamada lipídica. A membrana de cada organela ou membrana-alvo possui uma ou mais proteínas integrais de membrana, denomindas t-SNAREs(target SNARE) , junto com uma proteína de fusão denominada SNAP25. Essas proteínas agem de forma conjunta, efetuando uma ligação específica à v-SNARE correspondente. Tanto as v-SNAREs quanto as t-SNAREs possuem um formato helicoidal. Quando uma v-SNARE interage com uma t-SNARE, seu domínio helicoidal se enrola ao redor do outro domínio helicoidal formando um complexo estável denominado trans-SNARE que prende uma membrana a outra. A especificidade com que cada SNARE interage determina a especificidade do docking e da fusão de cada vesícula. Dessa maneira, as SNAREs especificam a identidade de seus compartimentos e governam a troca de materiais durante o transporte vesicular.

## Rabs
Artigo principal: Rab
As proteínas Rabs constituem um papel importante na especificidade do transporte vesicular. Elas são GTPases monoméricas, das quais são conhecidas mais de 30 variedades, representando então a maior subfamília dessas GTPases. Assim como as SNAREs, cada proteína Rab possui uma distribuição característica nas membranas celulares e toda organelo possui pelo menos um tipo de Rab na sua superfície citosólica. As proteínas Rabs são conhecidas por facilitar e regular o ancoramento (docking) nas vesículas e a combinação entre v-SNARE e t-SNARE, necessária para a fusão entre membranas.

## Ancoramento e fusão
Uma vez que sua vesícula transportadora reconheceu sua membrana-alvo e se ancorou (docked) ali, ela liberta seu conteúdo se fundindo à membrana. No entanto, nem sempre a fusão precede imediatamente após o ancoramento, como na exocitose controlada, em que a fusão é atrasada e somente então é ativada por um sinal extracelular.
Portanto, os processos de ancoramento e de fusão, são dois processos totalmente distintos. O ancoramento requer apenas que duas membranas se aproximem o suficiente para que as proteínas protuberantes das bicamadas lipídicas interajam e se unam. A fusão requer uma aproximação muito maior, trazendo as bicamadas lipídicas a aproximadamente 1,5 nm de distância para que então elas possam se juntar. Quando as membranas estão a uma distância tão curta, lipídos podem fluir de uma bicamada para a outra. Dessa maneira a água precisa ser removida da superfície hidrofílica da membrana, um processo que energeticamente é altamente não favorável. Todas as fusões entre membranas nas células aparentam ser catalisadas por enzimas especializadas em fusão que possibilitam meios de superar essas barreiras energéticas.
As SNAREs parecem desempenhar um papel de muita importância na fusão entre membranas. A formação do complexo trans-SNARE funciona como uma alavanca, usando a energia liberada quando as hélices se enrolam uma na outra para puxar as faces das membranas, enquanto simultaneamente espreme moléculas de água para fora da face hidrofílica. Após a fusão, a vesícula deposita seu conteúdo no organelo-alvo e sua membrana funde-se a do organelo. As SNAREs e as proteínas Rabs são então reaproveitadas (como descrito acima) e o ciclo recomeça.